# 武内神社
武内神社（たけうちじんじゃ）は、京都府相楽郡精華町にある神社。旧社格は村社。

## 祭神
武内宿弥命を祀る。

## 歴史
文保元年（1317年）、男山八幡宮より勧請して創立されたという。この神社には、創立以来の棟札がすべて（21札）残されている。

## 境内

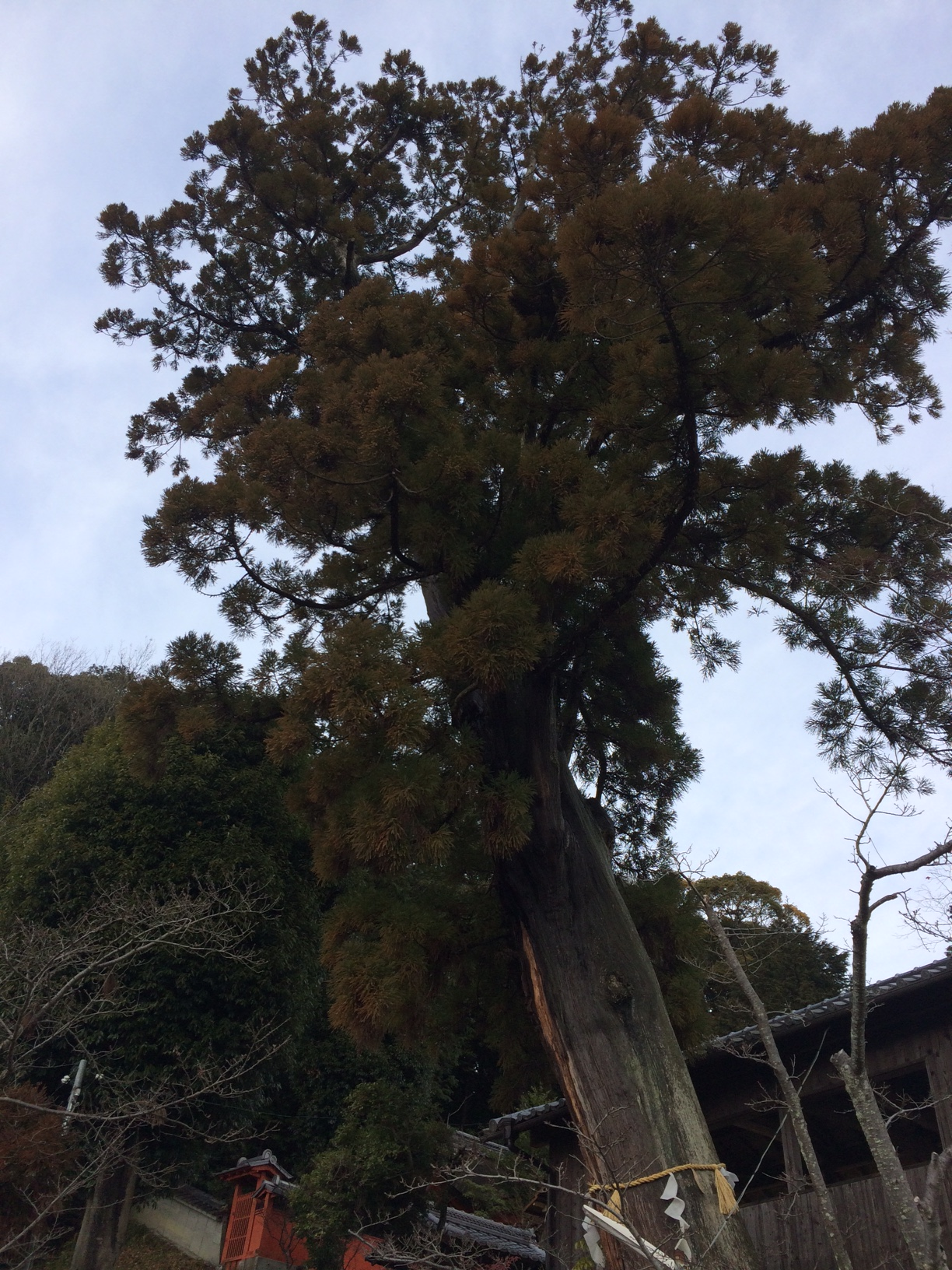
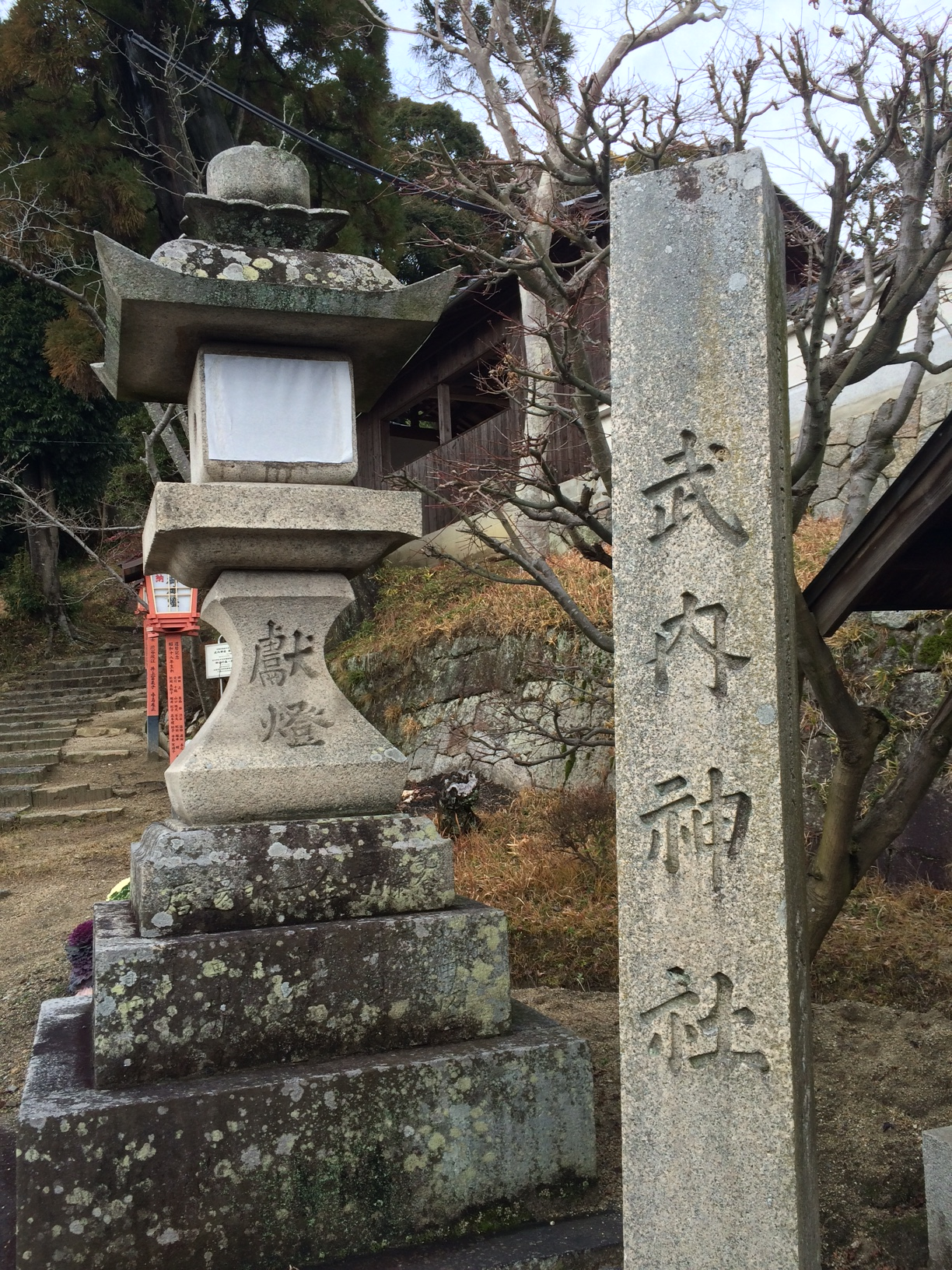
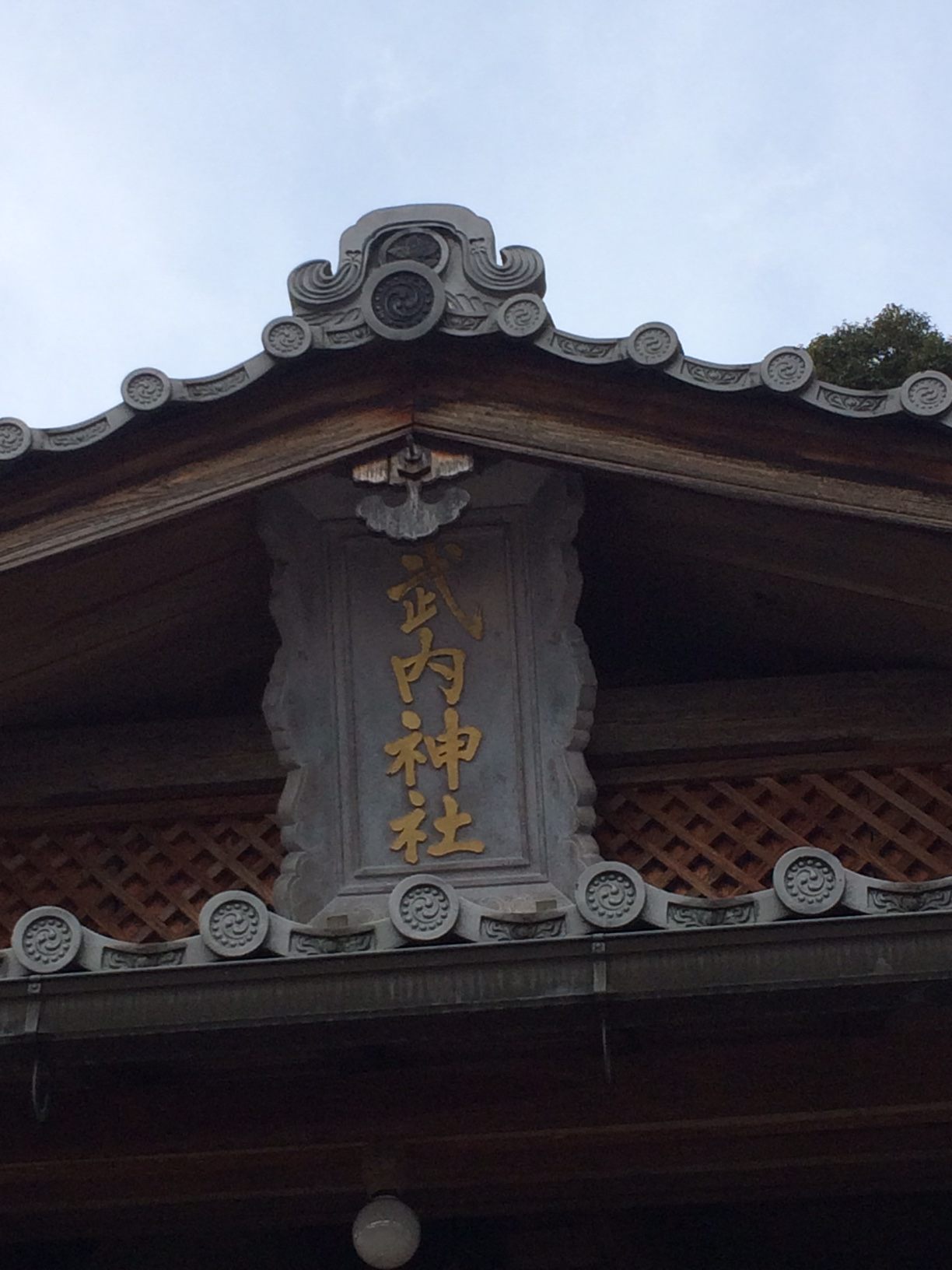

## 境内社
- 天之御中主神社（祭神：天之御中主神）
- 熊野橡樟日神社（祭神：熊野橡樟日命）
- 素盞烏神社（祭神：上筒男命・中筒男命・底筒男命）
- 蛭子神社（祭神：蛭子命）
- 八幡宮（祭神：応神天皇）
- 市杵島神社（祭神：市杵島姫命）

## 文化財

### 有形文化財（府登録）
- 武内神社本殿　1棟：鎌倉時代の神社建築の特徴を残した造りとなっており、江戸時代中期の建立とされている。1983年（昭和58年）4月15日に京都府登録有形文化財に登録された[3][4]。上葺にある棟札は21点が発見されており、神社のある北稲八間村の変遷を知る貴重な資料として、内16枚の棟札が府の登録有形文化財に登録されている[4]。

### 文化財環境保全地区（府決定）
- 武内神社文化財環境保全地区：1983年（昭和58年）4月15日、上述の文化財と共に決定[5]。

## 現地情報
所在地
- 京都府相楽郡相楽郡大字北稲八間小字北垣外45

交通アクセス
- 近畿日本鉄道・京都線新祝園駅下車、徒歩20分。
- JR西日本・片町線祝園駅下車、徒歩20分。